# Kanstantsin Kaltsow
Pour les articles homonymes, voir Koltsov.
Kanstantsin Iawhenievitch Kaltsow, en biélorusse : Канстанцін Яўгеньевіч Кальцоў ou en russe : Константин Евгеньевич Кольцов, Konstantin Ievguenievitch Koltsov ; né le 17 avril 1981 à Minsk en Biélorussie et mort le 18 mars 2024 à Bal Harbour aux États-Unis est un joueur puis entraîneur professionnel russo-biélorusse de hockey sur glace.

## Biographie
Koltsov commence à jouer pour l'équipe du HK Iounost Minsk dans le championnat biélorusse au cours de la saison 1997-1998 puis il évolue en Russie dans l'équipe du Severstal Tcherepovets la saison suivante.
Il est choisi par les Penguins de Pittsburgh au cours du repêchage d'entrée dans la LNH 1999 au premier tour (18e position au total). Néanmoins, il décide de rester jusqu'en 2002 en Russie où il évolue avec l'équipe de Metallourg Novokouznetsk puis Ak Bars Kazan et enfin l'équipe du Spartak Moscou.
Il fait ses débuts en Amérique du Nord en 2002 dans l'équipe de la Ligue américaine de hockey affiliée aux Penguins de Pittsburgh, les Penguins de Wilkes-Barre/Scranton. Ce n'est qu'au cours de la saison 2003-2004 de la LNH qu'il commence à évoluer pour les Penguins de Pittsburgh en effectuant 82 matchs, comptant 9 buts et 20 passes. Au cours de la grève de 2004, il retourne jouer au HC Spartak Moscou. À partir de 2006, il joue au Salavat Ioulaïev Oufa. En 2008, il obtient un passeport russe et le club intègre la KHL. Il remporte la Coupe Gagarine 2011 avec le Salavat malgré une blessure qui l'empêche de disputer les séries éliminatoires.
Le 27 novembre 2016, il annonce son retrait de la compétition.
Koltsov représente l'équipe de Biélorussie de hockey sur glace senior dès les Championnats du monde de hockey sur glace 2001.
Il meurt le 18 mars 2024.

## Statistiques
| Saison     | Équipe                            | Ligue         |     | Saison régulière | Saison régulière | Saison régulière | Saison régulière | Saison régulière |   | Séries éliminatoires | Séries éliminatoires | Séries éliminatoires | Séries éliminatoires | Séries éliminatoires |
| Saison     | Équipe                            | Ligue         | PJ  | B                | A                | Pts              | Pun              | PJ               | B | A                    | Pts                  | Pun                  |                      |                      |
| 1997-1998  | Severstal Tcherepovets            | Russie        | 2   | 0                | 0                | 0                | 0                | 4                | 1 | 0                    | 1                    | 0                    |                      |                      |
| 1997-1998  | Severstal Tcherepovets 2          | Pervaïa Liga  | 44  | 11               | 12               | 23               | 16               | -                | - | -                    | -                    | -                    |                      |                      |
| 1998-1999  | Severstal Tcherepovets            | Russie        | 33  | 3                | 0                | 3                | 8                | 1                | 0 | 0                    | 0                    | 2                    |                      |                      |
| 1998-1999  | Severstal Tcherepovets 2          | Vyschaïa Liga | 11  | 1                | 4                | 5                | 18               | -                | - | -                    | -                    | -                    |                      |                      |
| 1998-1999  | Severstal Tcherepovets 2          | Pervaïa Liga  | 2   | 0                | 1                | 1                | 0                | -                | - | -                    | -                    | -                    |                      |                      |
| 1998-1999  | HK Iounost Minsk                  | Biélorussie   | 4   | 1                | 4                | 5                | 2                | -                | - | -                    | -                    | -                    |                      |                      |
| 1998-1999  | HK Iounost Minsk                  | EEHL          | 5   | 3                | 4                | 7                | 2                | -                | - | -                    | -                    | -                    |                      |                      |
| 1999-2000  | Metallourg Novokouznetsk          | Russie        | 30  | 3                | 4                | 7                | 12               | 11               | 1 | 1                    | 2                    | 6                    |                      |                      |
| 2000-2001  | Ak Bars Kazan                     | Russie        | 24  | 7                | 8                | 15               | 10               |                  |   |                      |                      |                      |                      |                      |
| 2001-2002  | Ak Bars Kazan                     | Russie        | 10  | 1                | 2                | 3                | 2                |                  |   |                      |                      |                      |                      |                      |
| 2001-2002  | HC Spartak Moscou                 | Russie        | 22  | 1                | 0                | 1                | 12               |                  |   |                      |                      |                      |                      |                      |
| 2002-2003  | Penguins de Wilkes-Barre/Scranton | LAH           | 65  | 9                | 21               | 30               | 41               | 6                | 2 | 4                    | 6                    | 4                    |                      |                      |
| 2002-2003  | Penguins de Pittsburgh            | LNH           | 2   | 0                | 0                | 0                | 0                |                  |   |                      |                      |                      |                      |                      |
| 2003-2004  | Penguins de Pittsburgh            | LNH           | 82  | 9                | 20               | 29               | 30               |                  |   |                      |                      |                      |                      |                      |
| 2003-2004  | Penguins de Wilkes-Barre/Scranton | LAH           | 3   | 0                | 4                | 4                | 4                | 24               | 6 | 11                   | 17                   | 1                    |                      |                      |
| 2004-2005  | HK Dinamo Minsk                   | Biélorussie   | 11  | 6                | 2                | 8                | 38               | -                | - | -                    | -                    | -                    |                      |                      |
| 2004-2005  | HK Spartak Moscou                 | Russie        | 31  | 6                | 9                | 15               | 48               | -                | - | -                    | -                    | -                    |                      |                      |
| 2004-2005  | HK Spartak Moscou 2               | Pervaïa Liga  | 1   | 1                | 0                | 1                | 0                | -                | - | -                    | -                    | -                    |                      |                      |
| 2005-2006  | Penguins de Wilkes-Barre/Scranton | LAH           | 18  | 7                | 5                | 12               | 13               |                  |   |                      |                      |                      |                      |                      |
| 2005-2006  | Penguins de Pittsburgh            | LNH           | 60  | 3                | 6                | 9                | 20               |                  |   |                      |                      |                      |                      |                      |
| 2006-2007  | Salavat Ioulaïev Oufa             | Russie        | 54  | 14               | 11               | 25               | 43               | 8                | 1 | 1                    | 2                    | 2                    |                      |                      |
| 2007-2008  | Salavat Ioulaïev Oufa             | Russie        | 36  | 12               | 10               | 22               | 27               | 15               | 3 | 1                    | 4                    | 4                    |                      |                      |
| 2008-2009  | Salavat Ioulaïev Oufa             | KHL           | 42  | 8                | 7                | 15               | 14               | 4                | 0 | 2                    | 2                    | 0                    |                      |                      |
| 2009-2010  | Salavat Ioulaïev Oufa             | KHL           | 48  | 8                | 17               | 25               | 28               | 16               | 3 | 1                    | 4                    | 2                    |                      |                      |
| 2010-2011  | Salavat Ioulaïev Oufa             | KHL           | 32  | 4                | 11               | 15               | 16               |                  |   |                      |                      |                      |                      |                      |
| 2011-2012  | Salavat Ioulaïev Oufa             | KHL           | 51  | 1                | 11               | 12               | 20               | 6                | 0 | 0                    | 0                    | 2                    |                      |                      |
| 2012-2013  | Atlant Mytichtchi                 | KHL           | 52  | 6                | 7                | 13               | 26               | 5                | 0 | 0                    | 0                    | 0                    |                      |                      |
| 2013-2014  | Atlant Mytichtchi                 | KHL           | 54  | 11               | 10               | 21               | 22               | -                | - | -                    | -                    | -                    |                      |                      |
| 2014-2015  | Atlant Mytichtchi                 | KHL           | 34  | 2                | 1                | 3                | 18               | -                | - | -                    | -                    | -                    |                      |                      |
| 2014-2015  | Ak Bars Kazan                     | KHL           | 19  | 0                | 2                | 2                | 7                | 20               | 3 | 3                    | 6                    | 4                    |                      |                      |
| 2015-2016  | HK Dinamo Minsk                   | KHL           | 43  | 3                | 7                | 10               | 14               | -                | - | -                    | -                    | -                    |                      |                      |
| Totaux LNH | Totaux LNH                        | Totaux LNH    | 144 | 12               | 26               | 38               | 50               |                  |   |                      |                      |                      |                      |                      |